# Osikov
Osikov (in ungherese Oszikó, in tedesco Oßikau) è un comune della Slovacchia facente parte del distretto di Bardejov, nella regione di Prešov.

## Storia
Il villaggio è citato per la prima volta nel 1293. Nel 1300 nella località si amministrava la giustizia secondo il diritto germanico. All'epoca apparteneva ai Perény, per poi passare alla Signoria di Hertník. Dal XVI al XVIII secolo appartenne ai Forgách e nel XIX secolo agli Anhalt.